# Вейн Брабендер
Вейн Брабендер (англ. Wayne Brabender; нар. 16 жовтня 1945) — американський баскетболіст.
Учасник Олімпійських Ігор 1972, 1980 років.
Срібний призер Чемпіонату Європи 1973 року.